# Бачата
Бача́та (исп. bachata) — музыкальный стиль и танец Доминиканской Республики, получивший также широкое распространение в латиноамериканских странах Карибского моря, а также в тех из латиноамериканских общин США, где преобладают выходцы из этих стран. Музыкальный размер — 4/4. Музыка, как правило, характеризуется умеренным темпом; тексты песен повествуют о страданиях неразделённой любви и жизненных невзгодах.

## История
Как правило, возникновение бачаты связывают с напряжённой социальной обстановкой, сложившейся в Доминиканской Республике к началу 60-х годов XX века после свержения диктатора Рафаэля Леонидаса Трухильо Молины. Однако отдельные исследователи утверждают, что существуют источники, упоминающие бачату и в более ранее время — в 1922 и 1927 годах.
В те времена бачатой или кумбанчатой (исп. bachata, cumbanchata) называли шумные вечеринки бедняков с непременными обильными возлияниями. Эти сборища бедноты устраивались буквально где угодно — во внутренних двориках домов или же просто в тени деревьев на улицах. Музыка таких сборищ-бачат считалась вульгарным порождением низших классов, песнями нищих кварталов, повествующими о проблемах бедняков, неразделённой любви и прочих жизненных невзгодах. Именно поэтому бачату называют «música de amargue» — музыка горечи.
В музыкальном отношении бачата представляет собой смесь болеро и доминиканского сона, при этом характерной особенностью бачаты является отсутствие в ней ритма «клаве», что подтверждает её оригинальное доминиканское происхождение. Тем не менее, на развитие бачаты оказали влияние такие исполнители и композиторы, как трио «Лос Панчос» (Los Panchos), трио «Матаморос» (Matamoros) и Хулио Харамильо (Julio Jaramillo).
Долгое время в Доминиканской Республике существовал негласный запрет бачаты как «низкого жанра»: песни в этом стиле не ставились на дискотеках и не передавались по радио (исключение составляла лишь станция «Радио Гуарачита» (Radio Guarachita)), записи не продавались в магазинах грамзаписи.
Переломным временем в истории бачаты стали 80-е годы XX века. До этого бачату в своём творчестве использовали лишь исполнители так называемой «альтернативной музыки»,[прояснить] которые напевали эти печальные песни на ночных вечеринках в качестве своего рода эмоциональной разрядки. Со временем музыканты поняли, что бачата прекрасно подходит для передачи таких чувств, как ностальгия, меланхолия и тоска и стали шире использовать эту её экспрессивную сторону.
Пионером современной бачаты можно по праву назвать Луиса Диаса (Luis Díaz). Бачата привлекла его внимание в 1970-е годы, когда он пристально занимался изучением доминиканского фольклора. Вместе с группой «Конвите» (Convite) Диас начал записывать песни этого стиля различных форм и содержания; однако значение бачаты как важной составляющей культуры доминиканского общества оценил лишь в 1984 году. В 1985 году Диас записал альбом, который назвал «Опечаленный Луис Диас» (Luis Díaz amargado), а в 1987 году — спродюсированный Диасом диск певицы Соньи Сильвестре (Sonia Silvestre) «Сердце Вильонеры» (Corazón de Villonera), ставший «первой ласточкой» нового стиля, получившего название «необачаты» (neobachata) или «техно-амарге» (techno-amargue). Вскоре Соньа Сильвестре стала популярной исполнительницей необачаты, а её репертуаре появилась новая песня «Я хочу движения» (Yo quiero andar), автором которой, помимо Луиса Диаса, был другой реформатор бачаты — Мануэль Техада (Manuel Tejada) (именно он ввёл в аранжировку бачат аккордеон и синтезатор, ещё одним примером чего может служить песня Виктора Виктора (Víctor Víctor) «Такова моя любовь» (Así es mi amor) 1993 года).

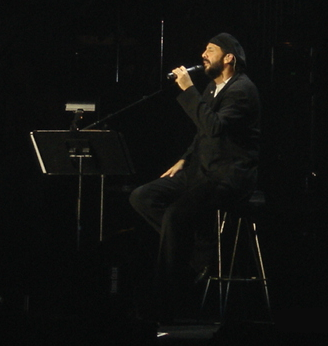
Хуан Луис Герра на концерте в Бостоне, Массачусетс, США

Но основной вехой в современной истории бачаты стал альбом Хуана Луиса Герры «Розовая бачата» (Bachata rosa). Выпущенный в 1990 году, он имел огромный успех и сломил бытующее в Доминиканской Республике предубеждение против бачаты; теперь она стала популярна даже в высших слоях доминиканского общества.
К началу 1990-х годов в бачате сложились три основных направления, связанные с «продвигавшими» их музыкантами: стиль Луиса Диаса, Хуана Луиса Герры и Виктора Виктора. Именно эти исполнители разрушили стереотипно отрицательное отношение к бачате и способствовали её дальнейшему развитию.
Экономические, социальные и культурные преобразования в Доминиканской Республике привели к тому, что бачата приобрела известность и популярность не только у себя на родине, но и за её границами. Новые исполнители, такие как Антони Сантос (Antony Santos), Раулин Родригес (Raulín Rodríguez) и Луис Варгас (Luis Vargas), внесли свои изменения в традиционную бачату, которые коснулись не только музыки, но и текстов: слова песен стали более вольными, иногда даже дерзкими, а музыка — более быстрой, соответствующей ритму города.
Сейчас бачата стала настолько популярна в Доминиканской Республике, что без неё не обходится ни одна дискотека, вечеринка или праздник. С появлением новых исполнителей бачаты, чья музыка более приближена к западным стандартам, — Франка Рейеса (Frank Reyes), Мончи и Александры (Monchy y Alexandra), Луиса Мигеля дель Амарге (Luis Miguel del Amargue), Роме́о Са́нтос (Romeo Santos), Крис Парадайз (''Chris Paradise'') и других, популярность бачаты стремительно растёт за границами Доминиканской республики; её слушают теперь не только на родине, но и в США, Мексике, Испании и многих других странах.

## Музыкальные инструменты
Главная роль в бачате отведена акустической гитаре, или же её ближайшему «родственнику», карибской гитаре рекинто, которая отличается резким металлическим звучанием. Техника игры на рекинто — перебор струн, значительно более энергичный, чем на обычной гитаре. Сходная манера игры на гитаре существует во многих жанрах африканской музыки, что может косвенно свидетельствовать об их общих корнях.
В качестве ударного инструмента в бачате используется бонго́. Мараки иногда выступают как второй ударный инструмент, хотя в настоящее время предпочтение отдается гуире.